# Scotospilus
Scotospilus es un género de arañas araneomorfas de la familia Hahniidae. Se encuentra en Oceanía y Sur de Asia.

## Lista de especies
Según The World Spider Catalog 12.0:
- Scotospilus ampullarius (Hickman, 1948)
- Scotospilus bicolor Simon, 1886
- Scotospilus divisus (Forster, 1970)
- Scotospilus maindroni (Simon, 1906)
- Scotospilus nelsonensis (Forster, 1970)
- Scotospilus plenus (Forster, 1970)
- Scotospilus wellingtoni (Hickman, 1948)
- Scotospilus westlandicus (Forster, 1970)